# Eko krog
Eko krog je slovensko društvo za naravovarstvo in okoljevarstvo, ki se zavzema za čistejši zrak v Zasavju in širše ter za trajnostno ravnanje z odpadki (reciklaža, zmanjšanja in ponovna uporaba). Bori se proti sežigalnicam komunalnih odpadkov in sežigalnicam nevarnih odpadkov (tako imenovanih »alternativnih goriv«), kjer strogo nasprotuje namenom cementarne Lafarge Cement Trbovlje, ki želi svojo dejavnost dopolniti s sosežigom nevarnih odpadkov. Pripadniki društva namreč menijo, da se zaradi Termoelektrarne Trbovlje in cementarne Lafarge Cement zlasti v zimskem času kakovost zraka v regiji močno poslabša.
Društvo se zavzema tudi za ohranitev naravne in kulturne dediščine. V prihodnje načrtuje tudi številne naravovarstvene projekte s področja ohranjanja naravnih vrednot in biotske raznovrstnosti.